# Lineville, Alabama
Lineville är en ort i Clay County i Alabama. Vid 2010 års folkräkning hade Lineville 2 395 invånare.